# Wakefield (Massachusetts)
Wakefield es un pueblo ubicado en el condado de Middlesex en el estado estadounidense de Massachusetts. En el Censo de 2010 tenía una población de 24.932 habitantes y una densidad poblacional de 1.209,94 personas por km².

## Geografía
Wakefield se encuentra ubicado en las coordenadas 42°30′16″N 71°3′51″O / 42.50444, -71.06417. Según la Oficina del Censo de los Estados Unidos, Wakefield tiene una superficie total de 20.61 km², de la cual 19.05 km² corresponden a tierra firme y (7.54%) 1.55 km² es agua.

## Demografía
Según el censo de 2010, había 24.932 personas residiendo en Wakefield. La densidad de población era de 1.209,94 hab./km². De los 24.932 habitantes, Wakefield estaba compuesto por el 94.55% blancos, el 0.92% eran afroamericanos, el 0.12% eran amerindios, el 2.65% eran asiáticos, el 0% eran isleños del Pacífico, el 0.6% eran de otras razas y el 1.16% pertenecían a dos o más razas. Del total de la población el 2.31% eran hispanos o latinos de cualquier raza.